# TOMM20L
TOMM20L (англ. Translocase of outer mitochondrial membrane 20 like) – білок, який кодується однойменним геном, розташованим у людей на 14-й хромосомі. Довжина поліпептидного ланцюга білка становить 152 амінокислот, а молекулярна маса — 17 700.
| 10         |  | 20         |  | 30         |  | 40         |  | 50         |
| ---------- |  | ---------- |  | ---------- |  | ---------- |  | ---------- |
| MPSVRSLLRL |  | LAAAAACGAF |  | AFLGYCIYLN |  | RKRRGDPAFK |  | RRLRDKRRAE |
| PQKAEEQGTQ |  | LWDPTKNKKL |  | QELFLQEVRM |  | GELWLSRGEH |  | RMGIQHLGNA |
| LLVCEQPREL |  | LKVFKHTLPP |  | KVFEMLLHKI |  | PLICQQFEAD |  | MNEQDCLEDD |
| PD         |  |            |  |            |  |            |  |            |

A: Аланін

C: Цистеїн

D: Аспарагінова кислота

E: Глутамінова кислота

F: Фенілаланін

G: Гліцин

H: Гістидин

I: Ізолейцин

K: Лізин

L: Лейцин

M: Метіонін

N: Аспарагін

P: Пролін

Q: Глутамін

R: Аргінін

S: Серин

T: Треонін

V: Валін

W: Триптофан

Локалізований у мембрані, мітохондрії, зовнішній мембрані мітохондрій.